# Красный Хутор (Залегощенский район)
Кра́сный Ху́тор — посёлок в Залегощенском районе Орловской области России. Входит в состав Моховского сельского поселения.

## География
Посёлок находится в центральной части Орловской области, в лесостепной зоне, в пределах центральной части Среднерусской возвышенности, к северу от автодороги 54К-104, на расстоянии примерно 18 км (по прямой) к западу-северо-западу (WNW) от посёлка городского типа Залегощь, административного центра района. Абсолютная высота — 244 м над уровнем моря.
Часовой пояс
Посёлок Красный Хутор, как и вся Орловская область, находится в часовой зоне МСК (московское время). Смещение применяемого времени относительно UTC составляет +3:00.

## Население
| 2010 |
| ---- |
| 1    |

Национальный состав
Согласно результатам переписи 2002 года, в национальной структуре населения русские составляли 100 % из 16 чел.